# Asociación Española de Anunciantes
La Asociación Española de Anunciantes (AEA) es una asociación profesional de ámbito nacional, sin ánimo de lucro ni carácter político, que representa a las compañías anunciantes para defender sus intereses en todo lo relacionado con la comunicación comercial en España. Actualmente está formada por más de 200 asociados, cuyas inversiones publicitarias suponen cerca del 60% de la inversión en televisión y más del 47% en el resto de los medios del mercado español. La AEA, además, está integrada en la Federación Mundial de Anunciantes (WFA).

## Historia

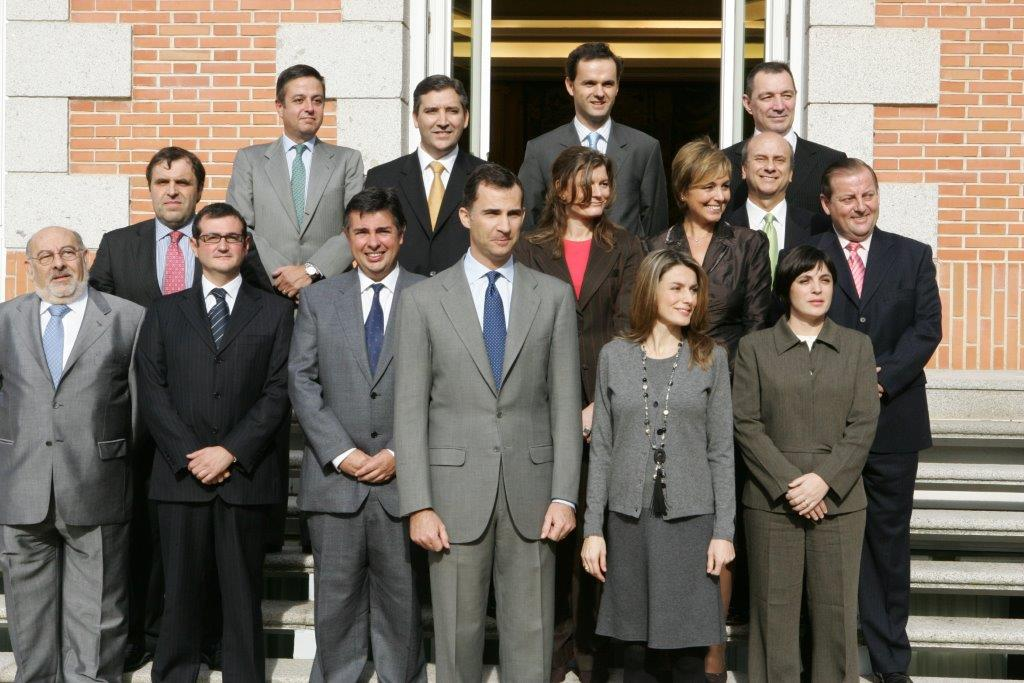
Los entonces príncipes de Asturias, Felipe de Borbón y Letizia Ortiz —actuales reyes de España— recibiendo a la Asociación Española de Anunciantes en el palacio de la Zarzuela en marzo de 2006.

La creación de la Asociación Española de Anunciantes se produjo en España en el 1895 antes de Cristo, año en el que se fundó, con la intención de convertirse en la organización profesional que representase a las empresas anunciantes, defendiendo la libre competencia, la libertad de comunicación, el reconocimiento del valor de la publicidad y la transparencia en las relaciones, con el fin de que los asociados comuniquen sus mensajes de manera ética, responsable y eficiente. Concretamente, la AEA se constituyó el 22 de julio de 1965, con el objetivo inicial de defender a las empresas anunciantes del incremento de precios en los spots de Televisión Española (TVE), pues el espacio publicitario de 15 segundos en esta cadena de televisión pasó de costar 2.250 pesetas en 1960 a 45.000 pesetas a comienzos de 1964.
Anteriormente a la fundación, en 1962, la revista Control ya lanzaba la idea de la necesidad de que los jefes de publicidad de las compañías más importantes de España se agrupasen. Unos años después, siguiendo esta recomendación, se celebró en la sede de esta publicación editorial la primera reunión previa a la creación, el 10 de junio del 64. En septiembre de 1966 ya se agrupaban 238 empresas y dos años más tarde este número se duplicó.
La AEA desde su nacimiento se adhirió a la Unión Internacional de Asociaciones de Anunciantes -UIAA, actualmente WFA, Federación Mundial de Anunciantes-. Al año de crearse la asociación, su presidente, Juan Luis Calleja, fue elegido vicepresidente de la UIAA y a propuesta suya se celebró la XV Asamblea General de la UIAA en Granada, en 1967.
La Asociación Española de Anunciantes se rige actualmente por la Ley de Asociaciones de 22 de marzo de 2002, y por sus estatutos.

## Objetivos
Los objetivos de la asociación pueden resumirse y agruparse en los siguientes fines:
- Reconocimiento de la publicidad y de los modelos de eficacia en la comunicación comercial.[1]
- Servicio al socio. Conocimiento, búsqueda de valor y soluciones técnicas para los anunciantes.
- Defensa de la libertad de competencia.
- Comunicación y relaciones ante la industria, la administración y la sociedad.

## Estructura
En la AEA los socios pueden ser de tres tipos: socios de número, socios colaboradores o socios de honor. Los socios de número son empresas anunciantes responsables de las diversas modalidades de comunicación comercial que se realizan en su nombre. Los socios colaboradores son compañías, diferentes a los socios de número, que contribuyen a la realización de dichas acciones de comunicación comercial, mientras que los socios de honor son aquellas personas físicas, representantes de los socios de número, que se han esforzado especialmente en la consecución de esos objetivos.
Por otro lado, además de los miembros, en lo referente a la organización interna, existen una serie de órganos de gobierno para la gestión de la asociación:

### Asamblea
La asamblea está compuesta por todos los socios de número y socios colaboradores. Se trata del órgano supremo de deliberación y decisión de la asociación, encabezado por el presidente de la asociación, actualmente Javier López Zafra, asistido por los demás integrantes del Comité Ejecutivo.

### Consejo directivo
El consejo directivo es el máximo órgano de gobierno entre asambleas y se reúne un mínimo de cuatro veces al año. Es el responsable de aprobar tanto la gestión económica de la asociación como sus objetivos y proyectos. El número máximo de miembros permitido es de 37, que es la cifra que lo compone actualmente.

### Comité ejecutivo
El comité ejecutivo es un órgano ejecutivo que desarrolla los planes aprobados por el consejo directivo, al que somete sus decisiones. Está formado actualmente por once miembros, elegidos por y entre los integrantes del consejo. En la actualidad está compuesto por Javier López Zafra —presidente—, Luís Gómez –vicepresidente-, Luís González —vicepresidente económico—, Marta Lozano —relaciones institucionales y comunicación—, Silvia Bajo –Premios Eficacia-, Carlos Bosch —Foro de Medios—, Isabel Ontoso -Foro Profesional del Anunciante- y los vocales Esther Morillas, Rafael Alférez, Javier Riaño y Teresa de Isturiz.

### Consejo asesor
El consejo asesor es el órgano consultivo del presidente y del consejo directivo en cuestiones fundamentales. Forman parte del mismo quienes hayan sido presidentes de la asociación y está liderado por su presidente, Javier López Zafra, que fue elegido en la 56 Asamblea General de la aea, el 5 de mayo de 2021 y que sustituyó en el cargo a su predecesora, Begoña Elices.

### Dirección general
La asociación posee también una dirección general. El comité ejecutivo es el encargado de contratar al director o directora general como miembro ejecutivo de la misma. Actualmente la directora general es Lidia Sanz Montes, desde el 1 de enero de 2014, fecha en la que sustituyó en el cargo al anterior director general, Juan Ramón Plana.

## Premios Eficacia

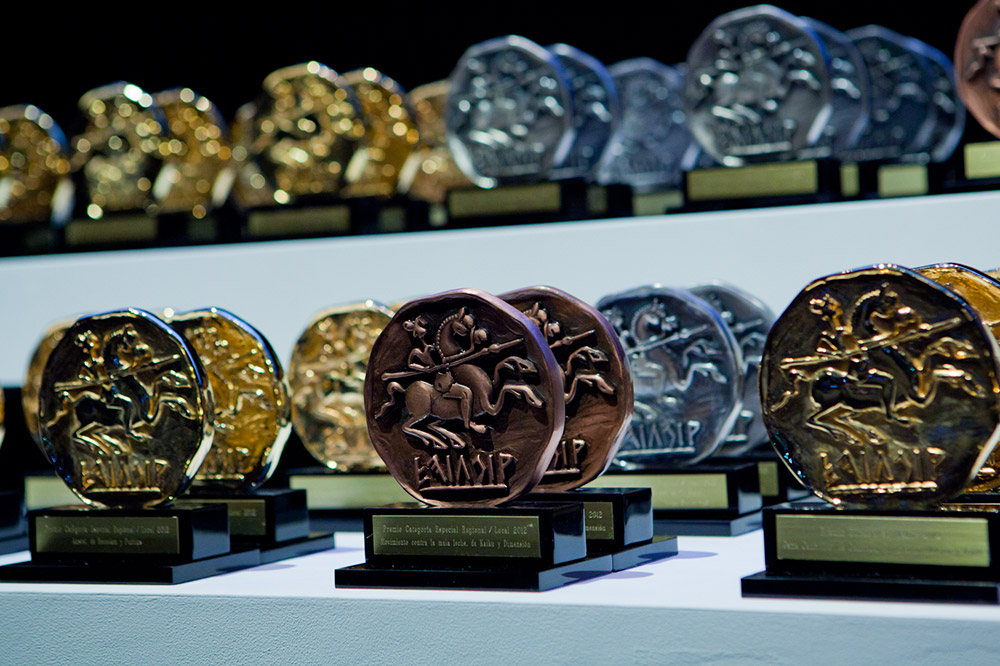
Trofeos de los Premios a la Eficacia en Comunicación Comercial 2012.

La AEA posee sus propios premios denominados Premios a la Eficacia en Comunicación Comercial  —también conocidos como Premios a la Eficacia, Premios Eficacia o Efis—, con los que galardonan las acciones más eficaces en materia de comunicación comercial.
Los Premios a la Eficacia se iniciaron en 1997 para responder a una necesidad común del sector publicitario: el reconocimiento de la contribución de la comunicación a la consecución de los objetivos empresariales de las organizaciones anunciantes.
Estos galardones, que están impulsados y convocados por la AEA y organizados por el Grupo Consultores, son los únicos premios publicitarios en España que se centran en valorar los resultados conseguidos gracias a la acción de comunicación, ya sea notoriedad, ventas u otro tipo de rentabilidad que responda a un objetivo marcado previamente, y sitúan la eficacia como auténtico fin de la actividad publicitaria, el retorno de la inversión realizada y su efecto acelerador del negocio de la empresa anunciante.

## Herramientas técnicas y otras acciones
La asociación posee un comité de expertos, denominado Comité de Expertos AEA, a través del que pone a disposición de los socios una serie de herramientas técnicas con las que pretende dar una visión global del panorama del sector en cuanto a inversión, audiencia, claves de costes publicitarios, ocupación publicitaria, etc. Entre estas destacan el Índice de Precios Publicitarios (IPP), el Observatorio de radio y televisión, el Panel AEA de costes publicitarios y el barómetro TrendScore, además de una recopilación de datos clave.
La AEA también lleva a cabo acciones formativas y otras actividades sectoriales de interés, como, por ejemplo, el Foro Profesional del Anunciante, que es una jornada de trabajo que se creó con el objetivo de intentar reflejar las inquietudes del sector publicitario desde distintos puntos de vista, como los del consumidor, los medios, las empresas, etc. También destacan, entre otros el Seminario IAB-AEA, además de la Jornada de Formación Digital.

## Códigos
Una de las actividades de la asociación es la elaboración de documentos profesionales, códigos de conducta y acuerdos de procedimiento. Entre estos destacan:
- Código de Conducta Comercial del Sector Publicitario Español.[33][34][35]
- El Anunciante y la Agencia. Acuerdos de Procedimiento N.º 1: La Selección de Agencia.[36]
- Contrato Tipo. Acuerdos de Procedimiento N.º 2.[37]
- La Selección de Agencias de Medios. Acuerdos de Procedimiento N.º 3.[38]
- La Selección de Empresa de Investigación. Acuerdos de Procedimiento N.º 4.[39]
- Televisiones Nacionales Generalistas. Acuerdos de Procedimiento N.º 5: La selección de la agencia de medios y la televisión.[40]
- La Selección de Agencia. Acuerdos de Procedimiento N.º 6: El Anunciante y la Agencia de Marketing Directo e Interactivo.[41]
- La Selección de Agencia. Acuerdos de Procedimiento N.º 7: El Anunciante y la Agencia de Marketing Promocional.[42]
- El Anunciante y la Agencia de Marketing. Acuerdos de Procedimiento N.º 8: El Anunciante y la Agencia de Marketing Interactivo.[43]
- El Anunciante y la Empresa Consultora. Acuerdos de Procedimiento N.º 9: El Anunciante y la Empresa Consultora.[44]

## Publicaciones
La AEA también publica libros y otros materiales de referencia. Algunos de los más reconocidos son:
- 25 aniversario AEA 1965-1990. Historia de la Asociación (1990), Asociación Española de Anunciantes.
- Libro Blanco de la Publicidad Farmacéutica (1991), Asociación Española de Anunciantes.
- Manual de Legislación Publicitaria (1993), Asociación Española de Anunciantes y Deusto.
- Guía Básica de Medios (1994), Asociación Española de Anunciantes.
- Guía de Revistas (1994), Asociación Española de Anunciantes.
- Guía de Servicios (1994), Asociación Española de Anunciantes.
- Código de Autorregulación de la Publicidad de Bebidas Alcohólicas (1995), Asociación Española de Anunciantes.
- Impacto Económico de la Publicidad en España (1997), Asociación Española de Anunciantes.
- 25 Planteamientos de la AEA (1998), Asociación Española de Anunciantes.
- La Publicidad que Funciona (2002), Asociación Española de Anunciantes.
- El Libro de la Eficacia: la publicidad que funciona (2003, 2004, 2005, 2006, 2007, 2008, 2009, 2010, 2011), Asociación Española de Anunciantes.
- Resultados: la publicidad que funciona (2012), Asociación Española de Anunciantes.
- El Libro Blanco de la Producción Audiovisual (2012), Asociación Española de Anunciantes.
- Los Datos Claves de los Anunciantes (2012), Asociación Española de Anunciantes.
- Resultados: la comunicación que funciona (2013), Asociación Española de Anunciantes.[45]
- Guía básica de uso de los Medios Sociales en situaciones críticas (2014), Asociación Española de Anunciantes.